# Cross-Country-Etappenrennen
Cross-Country-Etappenrennen (englisch Cross-country stage race, Abk. XCS) ist eine Disziplin des Mountainbike-Cross-Country, bei der – vergleichbar dem Etappenrennen im Straßenradsport – eine festgelegten Anzahl von Cross-Country-Rennen (Etappen) an aufeinander folgenden Tagen absolviert werden und der Sieger durch Addition der Zeiten auf den einzelnen Etappen ermittelt wird. Im Gegensatz zum Straßenradsport sind Cross-Country-Etappenrennen deutlich kürzer. Um den Trend zu immer kürzeren Rennen aufzuhalten, muss nach einer Anpassung der Regeln durch die UCI seit 2019 ein Wettbewerb aus mindestens vier Etappen bestehen.
Zu den bekanntesten Cross-Country-Etappenrennen gehören Absa Cape Epic, Swiss Epic und Bike Transalp.

## Reglement
Cross-Country-Etappenrennen können von Einzelfahrern oder Teams (2 bis 6 Fahrer) bestritten werden. Bei Team-Wettbewerben können nur lizenzierte MTB-Teams und Nationalmannschaften antreten.
Ein Wettbewerb besteht aus mindestens 4 und höchstens 9 Cross-Country-Rennen. Pro Tag darf nur ein Rennen ausgetragen werden. Um jeweils an der folgenden Etappe teilzunehmen, muss die vorherige unter Einhaltung der Regeln beendet werden. Zur Etappengestaltung stehen als Format zur Verfügung
- Cross-Country (olympisch) (XCO)
- Cross-Country Marathon (XCM)
- Cross-Country Short Track (XCC)
- Cross-Country point-to-point (XCP)
- Cross-Country Time Trial  (XCT),  Einzel- und Mannschaftszeitfahren

Dabei muss mindestens eine Etappe über die Marathon-Distanz (XCM) führen. Nicht erlaubt sind Rennen im Cross-Country Eliminator.
Ein Gesamtklassement ist bei Cross-Country-Etappenrennen Pflicht. Das Einzel-Gesamtklassement ergibt sich aus der Addition der Zeiten eines Fahrers auf den einzelnen Etappen. Für das Team-Gesamtklassement werden die Zeiten der jeweils besten zwei Fahrer eines Teams auf einer Etappe addiert. Die Führenden erhalten vom Veranstalter ein Leadertrikot. Weitere Wertungen (Punktewertung, Bergwertung) sind optional möglich.
Die Cross-Country-Etappenrennen des Rennkalenders der UCI werden in drei Kategorien eingestuft: hors classe (SHC), class 1 (S1) und class 2 (S2). UCI-Punkte gibt es nur für die Platzierung in der Gesamtwertung und zählen für das UCI Marathon Ranking und – sofern das Rennen dazu gehört – für die UCI-Mountainbike-Marathon-Serie; die Anzahl der Punkte ist von der Kategorie abhängig. Bei Wettbewerben mit Zweier-Teams erhalten beide Fahrer die volle Punktzahl.

## Wettkämpfe
Die internationalen Cross-Country-Etappenrennen sind Bestandteil des Rennkalender der UCI. Die wichtigsten Rennen waren 2021 und 2022 in der UCI-Mountainbike-Marathon-Serie zusammengefasst. 2023 wurde Mountainbike-Marathon in den UCI-Mountainbike-Weltcup aufgenommen und die Marathon-Serie wieder fallengelassen. Darüber hinaus gibt es insbesondere im Freizeitbereich weitere Cross-Country-Etappenrennen, die durch andere Veranstalter außerhalb der UCI organisiert werden
.